# Ирвин, Ллойд
Ллойд Эмори Ирвин-младший (род. 17 мая 1969) — обладатель чёрного пояса по смешанным единоборствам (ММА) и бразильскому джиу-джитсу и тренер. Основатель команды Ллойда Ирвина, первой небразильской команды, завоевавшей командный титул чемпиона мира, он является главным тренером нескольких чемпионов по грэпплерам.
Среди его воспитанников Майкл Фаулер (обладатель чёрного пояса по бразильскому джиу-джитсу, 3-кратный победитель Открытого чемпионата Азии, 5-кратный чемпион США и золотой медалист Панамериканских игр 2003), Джей Ти Торрес (2-кратный чемпион мира в no-gi), Райан Халл (чемпион мира по джиу-джитсу 2008 в лёгком весе).
В 2013 году был обвинён в жестоком обращении и насилии над своими учениками.